# 大雪山 (台灣)
大雪山位於臺灣苗栗縣泰安鄉梅園村與台中市和平區梨山里交界處，雪霸國家公園西南部，屬於雪山山脈西稜，標高3,530公尺，排名第23，山頂有編號1545的二等三角點，為台灣百岳名山的「十崇」之一。為大雪山稜脈（或稱雪山西稜脈）上的最高峰，其山基盤寬闊，滿山淺竹如茵，可說是位於雪山山系最漂亮的草原景觀之一。

## 名稱緣由
大雪山山名的由來，根據登山界耆老楊南郡先生的考證:「大雪山係日人所命名，其因大草原風光，極像北海道的大雪山，故名。因為位於雪山山脈南邊，雪量較少，可得知命名的由來與『雪山』實無任何相關。大雪山的泰雅語原名是。泰雅族佳陽社的耆老說意為『流淚』，即『含淚泣別的山』。因為大雪山是南方佳陽社部族與北方新竹廳泰雅族的獵區分界線，昔日彼此通婚，佳陽的新娘嫁到北方時，族人越過志樂溪將新娘送至大雪山大草原，揮淚泣別而回，因此稱作。」